# Adem Yaran
Adem Yaran (27 januari 1985) is een Nederlands voetballer die als verdediger voor RBC Roosendaal speelde.

## Carrière
Adem Yaran speelde in de jeugd van RBC Roosendaal, waar hij in het seizoen 2005/06 bij de selectie van het eerste elftal zat. Hij debuteerde voor RBC op 20 augustus 2005, in de met 0-2 verloren thuiswedstrijd tegen AFC Ajax. Hij kwam in de 67e minuut in het veld voor Melvin Fleur. Na zijn periode bij RBC speelde hij nog voor de amateurclubs RKSV Halsteren, VV Baronie, Unitas '30, Nieuwmoer FC, RKSV Cluzona en SC Kruisland. Ook speelde hij zaalvoetbal bij FC Malabata.

### Statistieken
| Seizoen                         | Club           | Land           | Competitie     | Competitie | Competitie | Beker | Beker | Totaal | Totaal |
| Seizoen                         | Club           | Land           | Competitie     | Wed.       | Dlp.       | Wed.  | Dlp.  | Wed.   | Dlp.   |
| ------------------------------- | -------------- | -------------- | -------------- | ---------- | ---------- | ----- | ----- | ------ | ------ |
| 2005/06                         | RBC Roosendaal | Nederland      | Eredivisie     | 1          | 0          | 0     | 0     | 1      | 0      |
| Carrièretotaal                  | Carrièretotaal | Carrièretotaal | Carrièretotaal | 1          | 0          | 0     | 0     | 1      | 0      |
| Bijgewerkt op 16 september 2018 |                |                |                |            |            |       |       |        |        |